# AeroVironment FQM-151 Pointer
AeroVironment FQM-151 Pointer (укр. «Пойнтер» — покажчик, навідник.) — невеликий БПЛА, який використовується армією США та Корпусом морської піхоти для спостереження на полі бою. Він був розроблений компанією AeroVironment Incorporated, яку очолює Пол МакКріді, відомий завдяки розробці першого літального апарата, який приводиться в рух і керується мускульною силою самого пілота — Gossamer Condor, а також роботизованою копією літаючого птеродактиля. Пойнтер був розроблений на кошти компанії. Армія США та корпус морської піхоти отримали близько 50 одиниць БПЛА починаючи з 1990 року.
Радіокерований Пойнтер був виготовлений переважно з міцного кевлару.
Він нагадував любительський радіокерований планер із додатковим невеликим двигуном, з крилом, що стоїть над фюзеляжем на пілоні, і штовхаючим гвинтом на крилі позаду пілона. Оберти двигуна забезпечувалися завдяки компактному електродвигуну який живився від літієвих батарей.
Пойнтер запускався вручну. Повернення апарата забезпечувалося переведенням БПЛА в плоский штопор, що дозволяло йому приземлитися.
На носі пойнтера була прикріплена ПЗЗ-камера, тобто щоб побачити ціль, камеру необхідно було направити прямо на неї, завдяки чому машина отримала свою назву. ПЗЗ-камера мала роздільну здатність 360 на 380 пікселів і апертуру огляду від 22 до 30 градусів. Відео могло передаватися на наземну станцію по радіо або оптоволоконним каналом.
Наземна станція записувала зображення польоту на восьмиміліметровий відеомагнітофон. Заголовки цифрового компаса накладалися на зображення, і контролер міг додавати словесні коментарі. Зображення можна перевіряти за допомогою звичайного стоп-кадру, швидкого чи сповільненого повтору. Сам БПЛА і наземну станцію управління переносили в рюкзаках окремо. Тому обслуговуванням БПЛА займалося двоє — пілот та спостерігач.
В подальшому пойнтери модифікувалися, зокрема додавалася можливість відстежування за допомогою GPS/INS.
Пойнтер використовувався під час інтервенції в Афганістан у 2001 році та вторгнення в Ірак у 2003 році.

## Технічні характеристики
Загальні характеристики
- Обслуга: 2 особи
- Довжина: 1.83 метри.
- Розмах крил: 2.74 метри.
- Загальна маса: 4 кілограми.
- Двигун: електромотор (0.3 кВт)

Продуктивність

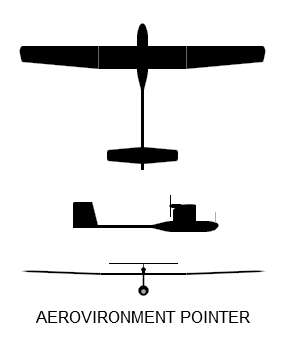
Проекція БПЛА

- Максимальна швидкість: 73 км.\год.
- Тривалість роботи: 1 година
- Максимальна висота: 300 м.